# Chrysler CJ
La CJ è un'autovettura mid-size prodotta dalla Chrysler dal 1930 al 1931.

## Storia
La vettura era dotata di un motore a valvole laterali e sei cilindri in linea da 3.205 cm³ di cilindrata che sviluppava 62 CV di potenza. Il propulsore era anteriore, mentre la trazione era posteriore. Il cambio era manuale a tre rapporti e la frizione era monodisco a secco. I freni erano idraulici sulle quattro ruote. Con la CJ debuttò un nuovo sistema di nomenclatura. La Chrysler abbandonò infatti quello numerico collegato alla velocità massima espressa in miglia orarie.
Di Chrysler CJ ne furono assemblati 29.239 esemplari.